# 布利斯長吻鰩
布利斯長吻鰩（學名：Dipturus bullisi），為軟骨魚綱鰩目鰩科長吻鰩屬的一種，分布於中西大西洋從墨西哥灣至巴西北部海域，深度200至600公尺，體長可達48公分，棲息在大陸棚及大陸坡上層海域，為底棲性魚類，肉食性，卵生，生活習性不明。